# Jocurile Olimpice de vară din 1916
A VI-a ediție a Jocurilor Olimpice a fost planificată să se desfășoare în Berlin, Germania în anul 1916, dar au fost anulate din cauza primului Război Mondial. Berlinul a fost selectat ca oraș-gazdă în cadrul celui de 14-a sesiune a IOC din Stockholm, pe 4 iulie 1912, câștigând în fața candidaturilor Alexandria, Amsterdam, Bruxelles, Budapesta și Cleveland. După ce ediția din 1916 a Jocurilor Olimpice a fost anulată, Berlin urma să găduiască ulterior Jocurile Olimpice de vară din 1936.

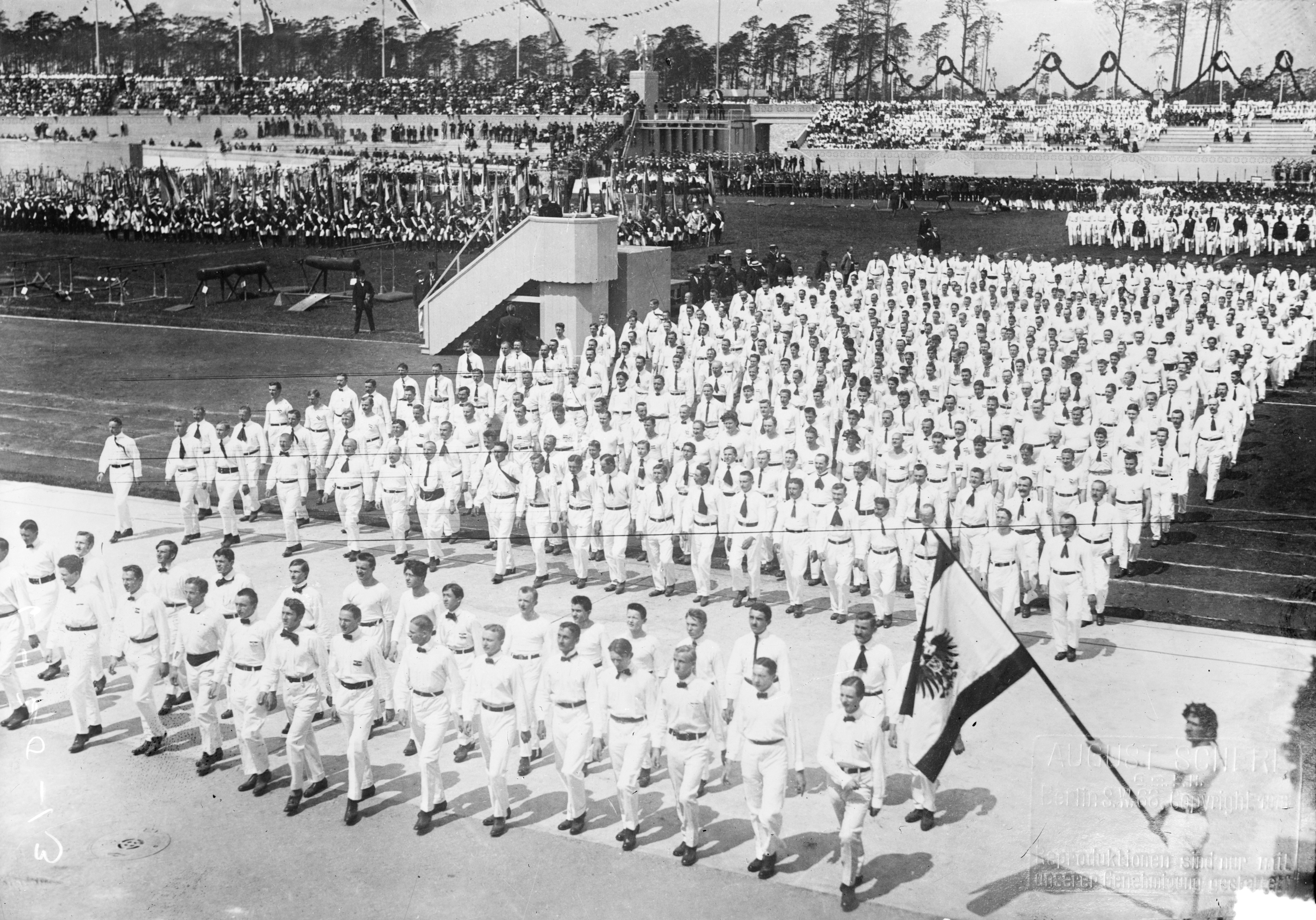
Parada de la deschiderea stadionului pe 8 iunie 1913